# Ваздушни саобраћај
Ваздушни саобраћај је кретање путника и терета ваздухопловима као што су авиони и хеликоптери. Ваздушни превоз је одавно постао основно средство за путовања. Највећа ефикасност и вриједност ваздушног саобраћаја добија се када је у питању премошћење великих раздаљина као што је интерконтинентални превоз путника и терета, када је неопходно брзо испунити неке преке потребе, или када конфигурација терена не дозвољава лако кретање, односно у крајњем случају значајно повећава трошкове превоза. Иако постоји значајна уштеда времена и трошкова тек како се пређена дистанца смањује, ваздушни саобраћај је неријетко исплатив чак и за релативно кратке релације. Ваздушни саобраћај такође омогућава комуникациону или медицинску везу – што је понекад од виталног значаја – између различити група људи који се налазе на тешко приступачним територијама. 

## Основни елементи система ваздушног саобраћаја
Обезбјеђивање, непрекидност и унапријеђење ваздушног саобраћаја свих врста, захтијева сложени интегрисани систем чије су главне компоненте: оператери летова, произвођачи ваздухоплова, аеродромски терминал и системи контрола ваздушног саобраћаја.

### Оператер летова
Оператер летова обезбјеђује основну услугу лета и превоза путницима и клијентима, обично се стара о одржавању летелица и такође нуди неопходне пратеће услуге као што је превоз пртљага и терета за комерцијалне клијенте. 

### Произвођачи ваздухоплова
Производња ваздухоплова је сложен процес и укључује сарадњу више произвођача, обично оних који се баве идејним пројектним рјешењима и склапањем ваздухоплова и неријетко посебно произвођаче мотора који опет скупа заједно сарађују у процесу развоја, испитивања карактеристика, коначне израде ваздухоплова, производње резервних дијелова и у обезбјеђивању континуиране техничке подршке након што је ваздухоплов ступио у употребу. Пројектовање, развој и производња једног великог ваздухоплова или авиона, представља огроман пројекат и огромне новчане издатке који се неријетко мјере милијардама долара или евра, стога није риједак случај да у цијелом процесу понекад сарађује више земаља.